# Usjba
Usjba (georgiska: უშბა) är ett berg i Georgien. Det ligger i den nordvästra delen av landet, i regionen Megrelien-Övre Svanetien. Toppen på Usjba är 4 700 meter över havet. Närmaste större samhälle är Mestia, 10 km åt sydost.